# Св. св. Козма и Дамян (Мърводол)
„Св. св. Козма и Дамян“ е средновековна българска православна църква край село Мърводол, община Невестино, област Кюстендил.
Църквата се намира на 600 m южно от селото, в местността Извора, до старите селски гробища. Изградена е на стръмен скат, спускащ се към малка река.
Представлява малка кръстокуполна сграда с размери 6,75 × 4,50 m. В най-добро състояние е запазена апсидата, достигаща до подпокривния корниз (5,30 m); останалата част от църквата е силно разрушена. Стените са съхранени на височина до 1,30 m от нивото на цокъла. По план църквата е кръстовидна, едноапсидна, без притвор. Външната лицева зидария е от редуващи се пояси от грубо одялани камъни и от тухли. За по-добро оформяне на ъглите на сградата са използвани бигорови блокове. Според строителния метод на изграждането ѝ църквата е датирана от втората половина на 14 век.
Отвътре църквата е изографисвана на два пъти – през 14 и 16 век. Понастоящем стенописите са напълно унищожени.
Църквата е архитектурно-художествен паметник на културата от национално значение (ДВ, бр.38/1972 г.).